# Dégénérescence maculaire liée à l'âge
 Mise en garde médicale
La dégénérescence maculaire liée à l'âge (DMLA) ou  dégénérescence maculaire sénile est une maladie de la rétine provoquée par une dégénérescence progressive de la macula, partie centrale de la rétine, qui peut apparaître à partir de l'âge de 50 ans, et plus fréquemment à partir de 65 ans, provoquant un affaiblissement important des capacités visuelles, sans toutefois les anéantir. C'est la première cause de malvoyance après 50 ans dans les pays développés. Bien que certaines dystrophies affectent les personnes plus jeunes, on maintient le terme DMLA.
Les causes précises de cette maladie restent inconnues ; la maladie est probablement polygénique et multifactorielle, avec des facteurs génétiques de susceptibilité (« prédisposants »)  et d'autres facteurs, au contraire, « protecteurs ».
La rétine est un réseau de récepteurs visuels et de nerfs. Il se trouve sur la choroïde, un réseau de vaisseaux sanguins alimentant la rétine avec le sang. 
Dans la forme (non exsudative) sèche, des débris cellulaires appelés drusen s'accumulent entre la rétine et la choroïde, ce qui peut amener la rétine à se détacher. 
Dans la forme (exsudative) humide, plus grave, les vaisseaux sanguins se développent à partir de la choroïde et ce, derrière la rétine. Cela peut aussi amener la rétine à se détacher. 
Cela peut être traité avec la coagulation au laser ou avec des médicaments qui stoppent le processus et parfois même qui inversent la croissance des vaisseaux sanguins.
Cependant, aucun remède traitant la maladie jusqu'au bout n'a été trouvé. Les traitements existants permettent seulement de ralentir son évolution.

## Éléments de définition
La société française d'ophtalmologie (SFO) la définit comme un « ensemble des lésions de la région maculaire, dégénératives, non inflammatoires, acquises, survenant sur un œil auparavant  normal, apparaissant généralement après l’âge de cinquante ans et entraînant une altération de la fonction maculaire et de la vision centrale. »

## Physiopathologie
Le drusen est un dépôt rétinien en amas de petites tailles et visualisé sous forme de taches jaunâtres au fond d'œil. Il fait partie du processus normal du vieillissement oculaire. Chez les patients ayant une DMLA, les drusens sont notablement plus abondants avec un phénomène inflammatoire conduisant à une destruction plus large de la rétine. Cette dernière stimulerait la sécrétion d'une protéine, le facteur de croissance de l’endothélium vasculaire, induisant la croissance de vaisseaux capillaires fragiles (néovascularisation). Ces derniers sont responsables, à leur tour, de microhémorragies, d'exsudation de liquides pouvant conduire à une fibrose.

## Historique
Elle aurait selon Mortelmans été décrite pour la première fois en 1874 par Karl Stargardt (en). 
On s'interroge longtemps sur la part d'hérédité de la maladie (ex : Petrus Johannes Waardenburg (en) publie en 1935 des observations d'hérédodégénérescences maculaires séniles et des études continuent à s'intéresser à cette question en 2010).
Et plus récemment alors que la maladie devient plus fréquente avec le nombre croissant de personnes âgées, de très nombreuses études ont porté sur cette affection.
Des études pangénomiques ont montré qu'il existe dans le génome au moins deux régions distinctes associées à la DMLA localisées respectivement en 1q25-31 et 10q26 ; avec « un variant du gène du facteur H (CFH) localisé en 1q25-31 » et « des variants des gènes HTRA1-LOC387715 localisés en 10q26, indépendamment associés à la DMLA. À l'état homozygote, ces polymorphismes sont associés à un accroissement du risque de développer une DMLA exsudative. D'autres gènes codant des protéines impliquées dans la cascade du complément et un variant du gène SCARB1 impliqué dans le transport des lipides et de la lutéine ont également été associés à la maladie ». Ces génotypes semblent associés des phénotypes particuliers notamment concernant les formes de néovascularisation dans la maladie.

## Épidémiologie
12 % de la population entre 65 et 75 ans présente une DMLA. C'est la cause principale de cécité non corrigeable de la personne âgée dans le monde occidental. Du fait du vieillissement de la population, sa prévalence pourrait augmenter de près de 50 % d'ici 2020.
La DMLA est plus fréquente chez les patients à peau blanche. Elle est deux fois plus rare chez les patients à peau noire, avec une probabilité intermédiaire chez les Asiatiques et les Hispaniques. L'incidence au Japon est toutefois semblable à celle des pays européens.
En août 2013, la DMLA, toutes formes confondues, concerne environ 8 % de la population française. Sa fréquence augmente avec l’âge. La répartition de la population atteinte de DMLA par tranche d’âge est la suivante :
- 1 % de la population âgée de 50 à 55 ans ;
- 10 à 12 % de 55 et 65 ans ;
- 15 à 20 % de 65 à 75 ans ;
- 25 à 30 % de la population âgée de plus de 75 ans.

En France, parmi les 8 à 10 millions de personnes âgées de plus de 65 ans, on peut estimer en 2013 à plus de 1,5 million l’ensemble des personnes présentant des signes, même mineurs, de DMLA. La population française de plus de 65 ans atteindra 12 millions en 2020. Le nombre de personnes atteintes de DMLA, même dans les
formes mineures, pourrait donc augmenter de 50 %, pour atteindre 2,250 millions en 2030.
Un régime riche en caroténoïdes semble associé avec une diminution du risque de survenue de la maladie.

## Facteurs de risque
Il existe plusieurs facteurs de risque liés à la dégénérescence maculaire liée à l'âge :
- l'âge ; le risque augmente de manière significative à partir de 50 ans ;
- le tabagisme[11] ;
- les antécédents familiaux ; si frère ou sœur atteint, le risque est multiplié par 4. 20 % des cas seraient familiaux. Plusieurs mutations sont corrélées avec un risque accru de développer la maladie. Les principales se situent sur les gènes CFH, LOC387715[12]. Une mutation sur le gène codant la protéine C3 du complément[13] semble, par ailleurs, entraîner une progression plus rapide de la maladie[14]. D'autres mutations ont été décrites, avec une influence probablement moindre, comme celle sur le gène codant l'apolipoprotéine E[15], pour celui de la fraction C2 du complément[16] ou sur le SERPING1, codant également une enzyme régulatrice du complément[17] ;
- l'hypertension artérielle augmente le risque d'environ un cinquième ;
- l'exposition solaire pourrait augmenter le risque[réf. souhaitée], particulièrement la lumière bleue [18] ;
- le surpoids est également un facteur de risque reconnu[2] ;
- l'aspirine[19] ;
- une insuffisance en acides gras oméga-3 dans la rétine[20].

## Description de la maladie
La maladie atteint un œil ou les deux yeux. Le malade se plaint de :
- baisse de la vision que le malade attribue le plus souvent à ses lunettes ;
- déformation des images (métamorphopsies) ;
- impossibilité de lire un mot en entier en raison d'un scotome.

Il n'existe aucun phénomène douloureux.

## Moyens diagnostiques
- La tomographie en cohérence optique (OCT : en anglais : optical coherence tomography) est l'examen de référence pour le diagnostic et le suivi de la DMLA qu'elle soit sèche ou humide. L'examen permet de mesurer l'épaisseur de la rétine et de quantifier l'exsudation liée aux néovaisseaux.Recommandations de l’HAS 2013  pour le diagnostic et le suivi de la DMLA.

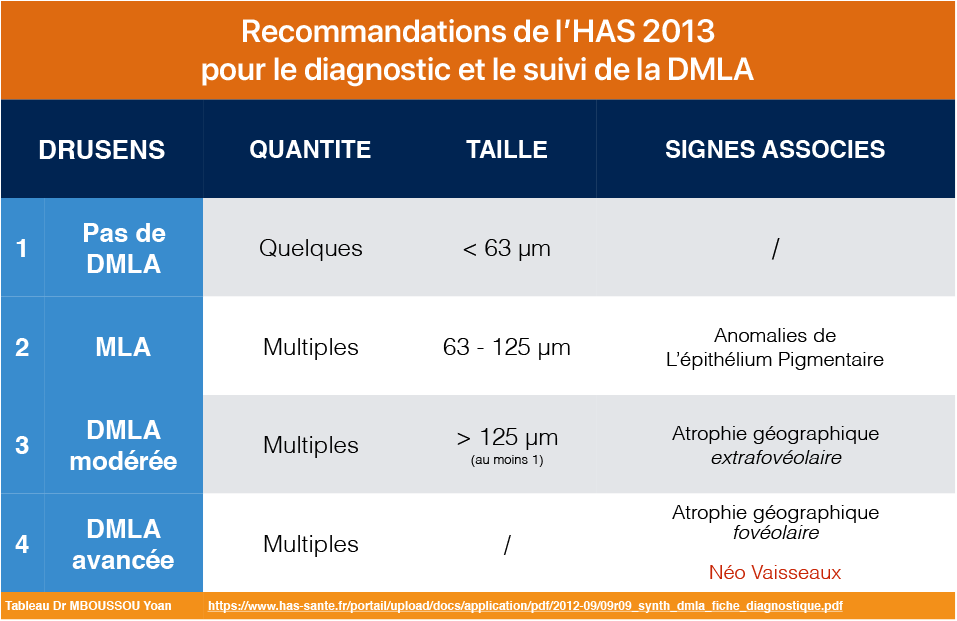
Recommandations de l’HAS 2013 pour le diagnostic et le suivi de la DMLA.

- L'interrogatoire clinique : voir le syndrome maculaire.
- Le test ETDRS (en anglais : Early Treatment Diabetic Retinopathy Study) ou celui des anneaux de Landolt, met en évidence une diminution de l'acuité visuelle.
- Le test de sensibilité des contrastes doit également montrer une diminution de la sensibilité.
- Plus caractéristique de la DMLA, le test des métamorphopsies montre que des lignes droites apparaissent comme ondulées.
- Le champ visuel permet de mettre en évidence le développement d'un scotome.
- Le fond d'œil, observé à l'aide d'un ophtalmoscope, montre des modifications de la macula : drusen (sous forme de petites taches), foyers d'hypo ou d'hyperpigmentations…
- L'angiographie à la fluorescéine met en évidence les néovaisseaux (NV), ou ses conséquences (DSR, hémorragie) et les caractérise (occultes ou visibles). 
  - les néovaisseaux « visibles » sont ceux mis en évidence par l'angiographie à la fluorescéine :
  - les néovaisseaux « occultes » sont mal mis en évidence par cet examen, mais bien identifiés par l'angiographie au vert d'indocyanine[Quoi ?][21] ainsi que les formes mixtes.
- L'OCT-Angiographie est la dernière technologie développée afin de mettre en évidence les vaisseaux sans injection de fluorescéine[22].

### Moyens prédictifs
L'INRAE et l’Inserm déposent en 2021 un brevet consécutif à l'identification d'un « biomarqueur prédictif du statut rétinien en acides gras oméga-3 ». Le brevet porte sur ce biomarqueur et l’algorithme de prédiction. L’équipe de recherche met au point une méthode de dosage de ce biomarqueur qui permettra son utilisation dans une démarche d'évaluation du risque de développer une DMLA.

## Types
Il existe deux formes : la forme atrophique et la forme exsudative. Elles peuvent toutes deux coexister sur le même œil.

### Forme atrophique «sèche»
La forme atrophique (ou « sèche ») correspond à une atrophie de la macula. Il n'existe que des traitements préventifs. Cette forme représente 80 % des DMLA, et l'évolution vers la dégradation de la vision est, en règle générale, lente. L'atrophie rétinienne épargne longtemps le centre de la macula. Des néovaisseaux choroïdiens peuvent apparaître au cours de l'évolution. L'affection est souvent bilatérale.

### Forme néovasculaire «humide»
Elle représente 20 % des DMLA.
La forme néovasculaire (exsudative ou « humide ») correspond à l'apparition de néovaisseaux choroïdiens (NVC). Ces derniers sont soit sous-épithéliaux (donc se développant sous l'épithélium pigmentaire) et donc dits « occultes », soit sus-épithéliaux et donc dits « visibles ». Un certain nombre de formes atrophiques évoluent en forme néovasculaire. L'évolution est plus rapide que dans les formes sèches. De nouveaux traitements anti-angiogéniques (anti-VEGF) peuvent stabiliser voire améliorer la vue.
De petits kystes (KRE) sont fréquemment détectés par l'OCT (tomographie en cohérence optique) dans les DMLA traitées par injections intravitréennes (IVT) d’anti-vascular endothelial growth factor (anti-VEGF), ils sont souvent multiples (deux à sept) et leur taille peut varier de 60 à 600 μm. Ils sont insensibles aux traitements anti-angiogéniques. « Des ponctuations moyennement réflectives ont été observées au sein et le long du bord interne des kystes », au niveau de la couche nucléaire externe et « en regard d’une zone de fibrose néovasculaire ou en bordure d’un territoire d’atrophie choriorétinienne ». Selon M. Quaranta-El Maftouhi, ces kystes résultent probablement de macrophages activés digérant des lipoprotéines oxydées issues de la dégénérescence rétinienne. Ces KRE ne doivent pas être confondus avec les œdèmes intrarétiniens ou des décollements séreux rétiniens car tout traitement anti-angiogénique  à leur égard serait inutile.

### Stades précoces de la dégénérescence maculaire
Soit une hypopigmentation de la rétine associée à des petites taches blanches sur la rétine (Drusen). Elle représente 3,5 % entre 55 et 64 ans des malvoyances (40 % sur la base des patients avec dégénérescence maculaire). Il existe un petit risque de formations de néovaisseaux dans 4,7 % des cas.[réf. nécessaire]
Soit une hyperpigmentation due à une accumulation de pigments, encore plus rare : 3,7 % entre 35 et 64 ans[réf. nécessaire]. Cette pigmentation est une réaction secondaire à toute réparation de la jonction choriorétinienne.
Les deux sont visibles en faisant un fond de l’œil ou une angiographie et leur apparition exige une surveillance ophtalmologique accrue.

## Évolution
Sans traitement, l'atteinte d'un œil se bilatéralise dans un peu moins d'un cas sur deux en cinq ans et le risque de cécité invalidante atteint un peu plus de 10 % dans le même laps de temps. Les formes modérées (drusen de petites tailles au fond d'œil) ont cependant un bon pronostic spontané.

## Traitements
Il n'existe pas de traitement actuellement connu (curatif ou préventif) concernant la DMLA de forme atrophique, mais plusieurs molécules font l'objet de recherche pour les deux formes de la maladie,. 

### Mesures hygiénodiététiques
L'arrêt du tabac et la perte de poids sont fortement conseillés, même s'il n'existe pas de preuve sur leur efficacité quant à l'évolution de la maladie. L'intérêt d'une supplémentation vitaminique reste discutée,. L'intérêt passe peut-être par l'intermédiaire de la diminution du taux sanguin d'homocysteine, une molécule dont la concentration sanguine semble corrélée avec le risque de survenue d'une DMLA. De même, une adjonction de vitamine C, E, bêta-carotène et zinc, ralentit sensiblement la progression de la maladie.
Le traitement préventif (c'est-à-dire avant tout signe de maladie) par supplémentation en anti-oxydants (vitamines, zinc…) s'est révélé être sans efficacité démontrée.
Une étude de 2021 montre toutefois un effet favorable du « régime méditerranéen » (crudités, légumineuses, poissons gras…) et plus précisément de la lutéine et de la zéaxanthine, des caroténoïdes que l'on trouve dans des fruits ou légumes à chair jaune orangé, comme les tomates, les carottes ou les agrumes, et des légumes verts comme les  épinards, choux ou bettes. Ces protéines, non synthétisées par notre organisme, sont en effet très présentes dans la macula où elles participent à la protection de la rétine contre la lumière bleue et le stress oxydant. Selon l'équipe de Bénédicte Merle, une concentration suffisante de caroténoïdes dans le plasma réduirait de 37 % le risque de développer une forme avancée de DMLA. Ce résultat s'applique aux deux formes (atrophique et néovasculaire) de la maladie. Ces observations sont précieuses pour identifier des groupes de population à risque.

### Traitements ophtalmologiques
La photocoagulation par laser argon ou krypton, la  photothérapie dynamique. ou encore la thermothérapie transpupillaire ont été totalement abandonnés au profit des injections intravitréennes d'anti-VEGF (ci-dessous).

### Traitements médicamenteux
Les patients atteints de DMLA exsudative de type rétrofovéolaire, en l’absence de contre-indications, reçoivent, dès que le diagnostic est posé par l’ophtalmologiste, un traitement par anti-VEGF par voie intravitréenne (injections intraoculaires mensuelles),. L'utilisation d'anticorps monoclonaux recombinants, ciblés contre le facteur de croissance endothéliale de type A, a été proposée avec une certaine efficacité pour freiner l'évolution de la forme exsudative de la maladie. Ce sont essentiellement le pegaptanib de sodium, le ranibizumab et le bevacizumab. L'obstacle en reste leur coût et leur mode d'administration (injections régulières dans l'œil par voie intravitréenne) .
Le bevacizumab tend à être largement utilisé dans certains pays essentiellement en raison de son prix réduit, même s'il existe moins d'études directes prouvant son efficacité. Il semble cependant aussi efficace que le ranibizumab dans cette indication, mais le taux de complications est un peu supérieur. Le bevacizumab et le ranibizumab, beaucoup plus cher, sont fabriqués  et commercialisés par le même laboratoire, ce qui serait l'une des raisons expliquant que le premier ne soit guère défendu par son fabricant.
Le ranibizumab est plus efficace que la vertéporfine mais au prix d'effets indésirables parfois graves (risques inflammatoires et infectieux locaux, accident vasculaire cérébral), justifiant son utilisation en 2e intention, c'est-à-dire après échec d'un premier traitement par vertéporfine. Les injections du produit, quel qu'il soit, ne peuvent être faites à un rythme inférieur (une fois par mois), ce qui entraîne une efficacité moindre.
L'aflibercept est un autre anti-VEGF qui peut être injecté une fois tous les deux mois, avec une efficacité comparable aux autres anti-VEGF, injectés une fois par mois.
Il existe plusieurs schémas de prise en charge des injections intra-vitréennes (IVT). Tous commencent par une phase d'induction composée de 3 IVT espacées d'un mois. Puis on distingue le traitement :
- extensif (Treat & Extend)[43] visant à espacer au fur et à mesure les injections jusqu'au délai de récidive et à rester en deçà de ce délai ;
- attentiste (Pro ReNata)[44] visant à surveiller mensuellement et traiter en cas de récidive de l'œdème.

Il n'existe a ce jour pas de traitement validé pour ralentir l'évolution de la DMLA atrophique.
En 2024, une étude décrit l'efficacité des médicaments dopaminergiques, déjà utilisés dans le traitement de la maladie de Parkinson, pour ralentir la progression de l’une des formes de la maladie, la forme néovasculaire ou « humide », caractérisée par la prolifération de vaisseaux sanguins dysfonctionnels sous la rétine,.

### Rééducation
Lorsque la baisse d’acuité visuelle centrale devient invalidante, la prise en charge de la DMLA (exsudative et atrophique) repose sur la rééducation basse vision et les systèmes optiques.
Après un bilan réalisé par l’ophtalmologiste et l’orthoptiste, la rééducation basse vision, effectuée par l’orthoptiste ou l'ergothérapeute spécialisé en basse-vision, apprend au patient à utiliser la partie extrafovéolaire de la rétine et à tirer le meilleur parti des aides visuelles nécessaires pour recouvrer des activités de lecture et d’écriture.
Le patient est orienté vers un opticien spécialisé en basse vision afin d’obtenir l’aide visuelle adaptée et d’apprendre à bien s’en servir lors de la rééducation.
Le choix de l’aide visuelle et la prescription de l’équipement sont réalisés en coordination avec l’équipe rééducative. L’ergothérapeute peut aider le patient dans les activités de sa vie quotidienne (soins personnels et domestiques, jeux, utilisation du téléphone, etc.).

### Autres voies de recherche
Des progrès sont réalisés en laboratoire ou sur les animaux dans plusieurs directions. Ces recherches sont en cours d'évaluation  et pourraient apporter d'ici une ou deux décennies un certain confort chez l'homme :
- pose d'implants électroniques dans la rétine ou le cortex cérébral commandés par une microcaméra ;
- utilisation de cellules souches pour régénérer le tissu rétinien ;
- thérapie génique[47].

Une équipe du RIKEN, dirigée par le chercheur Masayo Takahashi, a effectué le 12 septembre 2014 une transplantation de cellules de la rétine sur une patiente de 70 ans atteinte de DMLA, dans la première étude clinique du monde, en utilisant des cellules souches pluripotentes induites (CSPi). L'intervention a consisté en l'implantation d'un mince film de cellules rétiniennes, développé à partir de cellules adultes de la peau du bras de cette Japonaise.